# Tree63
Tree63 es una banda de música cristiana contemporánea proveniente de Durban, Sudáfrica y compuesta por tres miembros al final de la primera etapa de su trayectoria, quienes lanzaron ocho producciones musicales hasta anunciar su desintegración en 2007, aunque realizaron otras presentaciones en 2008 y un tour por Canadá en 2009. Han sido condecorados en los GMA Dove Awards en varias ocasiones. Durante 2014 realizaron una gira de reunión y decidieron grabar un nuevo álbum para 2015.

## Historia
Tree63 inició como un experimento, cuando John Ellis llamó por teléfono a Darryl Swart a finales de 1996 para hablar de la vida, su fe y el rock. A mediados de diciembre de 1996 formaron una banda sin nombre y se presentaron por primera vez en un escenario de un festival de rock en la playa norte de Durban, solo con el objetivo de tocar las cinco canciones que sabían e irse. Luego del inicial e inesperado impacto generado a causa de su primera presentación en vivo, la banda, formada por John, Darryl y "Scoop" en el bajo -- que aún no se tomaba las cosas en serio y seguía sin nombre -- se reunió a principios de 1997, ensayando las canciones que John iba escribiendo en ese tiempo. Tocaron unas cuantas veces en Durban y decidieron tomarse la idea en serio. Pronto tenían un nombre: Tree (porque era un nombre corto, iba al punto y estaba inspirado en Apocalipsis 22:2), algunas canciones más y un proyecto de álbum.
Meses después, se empaquetaron y distribuyeron 1.000 ejemplares del álbum debut de Tree, al que titularon Overflow, lanzaron el sencillo «Glitter», y se separaron. Volvieron a unirse en 1998 cuando una campaña nacional apoyaba a los talentos con un viaje a Europa, situación aprovechada por el grupo. En julio del mismo año, Tree viajó al Reino Unido para presentarse en el festival de Soul Survivor.
Tree volvió a Sudáfrica con un contrato de grabación con Survivor Records. Empezaron a trabajar en abril de 1999 con su siguiente producción: 63, la cual lanzaron en julio de 1999 en el Reino Unido y en diciembre en su natal Sudáfrica. Decidieron llamar así a su segundo álbum en referencia al salmo 63. De este proyecto se desprendieron los éxitos «A Million Lights», «Stumbling Stone» y «Treasure». (#2, #1 y #1 respectivamente en el Top 40 mainstream de Sudáfrica). En 2000, añadieron el "63" a su nombre debido a un conflicto generado con una banda americana del mismo nombre.
En octubre del año 2000, Tree63 lanzó su álbum debut homónimo en Estados Unidos bajo el sello InPop Records, al mismo tiempo que se embarcaba en su primera gira por el país, acompañando a Sonicflood. Los sencillos de este álbum debut fueron «Look What You’ve Done» y «Treasure», que llegaron a los primeros puestos en Estados Unidos, lo cual contribuyó a que el grupo ganara el premio al álbum rock del año en los GMA Dove Awards de 2001. A inicios de 2002, la banda realizó conciertos de vuelta en su país generando varias ventas, incluso Tree 63 fue parte del Festival con Dios de 2002, tocando ante miles de personas y junto a varios artistas cristianos. Volvieron a los estudios de grabación a mediados de ese año, tras haber efectuado dos cambios en la formación de la banda, lanzando The Life and Times of Absolute Truth el 22 de octubre de 2002 y The Answer to the Question en 2004. Para ese tiempo, Darryl Stwart había dejado la banda en julio de 2003, luego de siete años de estar con el grupo. 
Tree63 hizo su propia versión de la canción «Blessed Be Your Name» de Matt Redman, sencillo que elevó la popularidad del grupo, siendo la canción cristiana número en Estados Unidos en 2004 y recibiendo dos nominaciones a los Premios Dove. En una edición de febrero de 2007 de la revista 20, The Countdown Magazine, Chris Tomlin describió el cóver de Tree63 como "...la grabación definitiva de una de las canciones más completas del mundo entero de la música cristiana."
En 2007 la banda anunció su separación pero realizaron otras presentaciones en 2008 y un tour por Canadá en 2009. Desde 2009 los integrantes del grupo tomaron caminos distintos mientras John Ellis regresó a Sudáfrica, empezando una carrera en solitario. En 2014, el festival musical Splashy Fen anunció que Tree63 sería parte de su alineación en el mes de abril. La banda eventualmente realizó otras girar y a comienzos de 2015 lanzó una campaña para financiar un nuevo disco.
Tree63 logró el 100% de financiamiento de los fanes para el nuevo proyecto independiente y lanzó su álbum titulado Land el viernes 11 de septiembre con distribución a través de The Fuel Music.

## Miembros de la banda
- John Ellis – Voz principal, guitarra y piano (1996 en adelante)
- Daniel Ornellas – Bajo (2003 en adelante)
- Thinus "Tain" Odendaal – Batería (2003-2005)
- Darryl Swart – Batería (1996-2003, 2014 en adelante)
- Martín "Mort" Engel – Bajo (¿?-2003)
- John "Scoop" Randall– Bajo (1996-¿?)

## Discografía

### Álbumes
| 1997                                                     | Overflow - Fecha de lanzamiento: 1997 - Sello discográfico: Independiente                                               | —  | —  |
| 1998                                                     | Treemix - Fecha de lanzamiento: 1998 - Sello discográfico: Independiente                                                | —  | —  |
| 1999                                                     | 63 - Fecha de lanzamiento: 1999 - Sello discográfico: Kingsway Music                                                    | —  | —  |
| 2000                                                     | Tree63 - Fecha de lanzamiento: 24 de octubre de 2000 - Sello discográfico: Inpop Records                                | —  | —  |
| 2002                                                     | The Life and Times of Absolute Truth - Fecha de lanzamiento: 22 de octubre de 2002 - Sello discográfico: Inpop Records  | —  | —  |
| 2004                                                     | The Answer to the Question - Fecha de lanzamiento: 9 de marzo de 2004 - Sello discográfico: Inpop Records               | 32 | 29 |
| 2005                                                     | Worship Volume One: I Stand For You - Fecha de lanzamiento: 22 de noviembre de 2005 - Sello discográfico: Inpop Records | —  | —  |
| 2007                                                     | Sunday! - Fecha de lanzamiento: 25 de septiembre de 2007 - Sello discográfico: Inpop Records                            | —  | —  |
| 2008                                                     | Blessed Be Your Name: The Hits - Fecha de lanzamiento: 27 de mayo de 2008 - Sello discográfico: Inpop Records           | —  | —  |
| 2015                                                     | Land - Fecha de lanzamiento: 11 de septiembre de 2015 - Sello discográfico: Independiente                               | —  | —  |
| "—" denota que el lanzamiento no logró entrar en listas. | |    |    |

### Sencillos
| 1997                                                     | «Glitter»               | —  | —  | Overflow                       |
| 2000                                                     | «Look What You've Done» | —  | —  | Tree63                         |
| 2000                                                     | «Treasure»              | —  | —  | Tree63                         |
| 2004                                                     | «Blessed Be Your Name»  | 2  | 10 | The Answer to the Question     |
| 2004                                                     | «King»                  | 22 | —  | The Answer to the Question     |
| 2004                                                     | «Maker Of All Things»   | 33 | —  | The Answer to the Question     |
| 2004                                                     | «I Stand For You»       | 15 | —  | The Answer to the Question     |
| 2008                                                     | «All Over The World»    | 5  | —  | Blessed Be Your Name: The Hits |
| 2008                                                     | «Sunday»                | 14 | —  | Blessed Be Your Name: The Hits |
| "—" denota que el lanzamiento no logró entrar en listas. |                         |    |    |                                |

## Premios y nominaciones
| Año  | Premio          | Categoría                        | Trabajo nominado            | Resultado  |
| ---- | --------------- | -------------------------------- | --------------------------- | ---------- |
| 2000 | GMA Dove Awards | Álbum rock del año               | Tree63                      | Ganadores  |
| 2005 | GMA Dove Awards | Álbum de evento especial del año | Absolute Favorite Christmas | Nominados* |
| 2005 | GMA Dove Awards | Canción del año                  | «Blessed Be Your Name»      | Nominados* |
| 2005 | GMA Dove Awards | Canción de adoración del año     | «Blessed Be Your Name»      | Ganadores* |
| 2006 | GMA Dove Awards | Canción de adoración del año     | «Blessed Be Your Name»      | Nominados* |

* Junto a otros artistas.